# Via octadecanoide

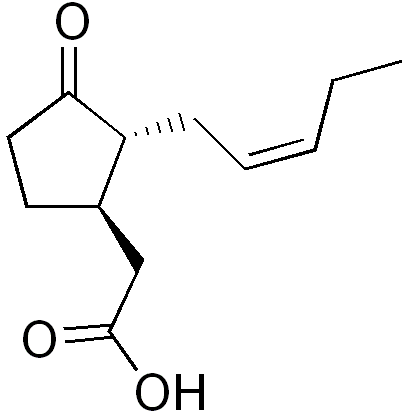
Àcid jasmònic

Àcid alfa linolènic

La via octadecanoide o via de l'octanoic és una via biosintètica per a la producció de la fitohormona àcid jasmònic que és una hormona important per la inducció de gens de defensa. L'acid jasmònic es sintetitza a partir de l'àcid linolènic, el qual pot ser alliberat de la membrana plasmàtica per certs enzims lipases. Per exemple, en la resposta de defensa a les ferides, la fosfolipasa causarà l'alliberament d'àcid alfalinolènic per a la síntesi d'àcid jasmònic. En el primer pas, l'àcid alfalinilènic s'oxida per l'enzim lipoxigenasa. Això forma àcid 13-hidroperoxilinolènic el qual es modifica per una dehidrasa i expèrimenta la ciclització per a formar àcid 12-oxo-fitodienoic. Aquest experimenta una reducció i tres beta-oxidacions per formar l'àcid jasmònic.